# Stygobromus apscheronia
Stygobromus apscheronia är en kräftdjursart som först beskrevs av Alexander Nikolaevich Derzhavin 1945.  Stygobromus apscheronia ingår i släktet Stygobromus och familjen Crangonyctidae. Inga underarter finns listade i Catalogue of Life.